# 獎一郎海螄螺
獎一郎海螄螺（学名：Epitonium syoichiroi）为海螄螺科海螄螺屬下的一个种。